# Yang Xuefei

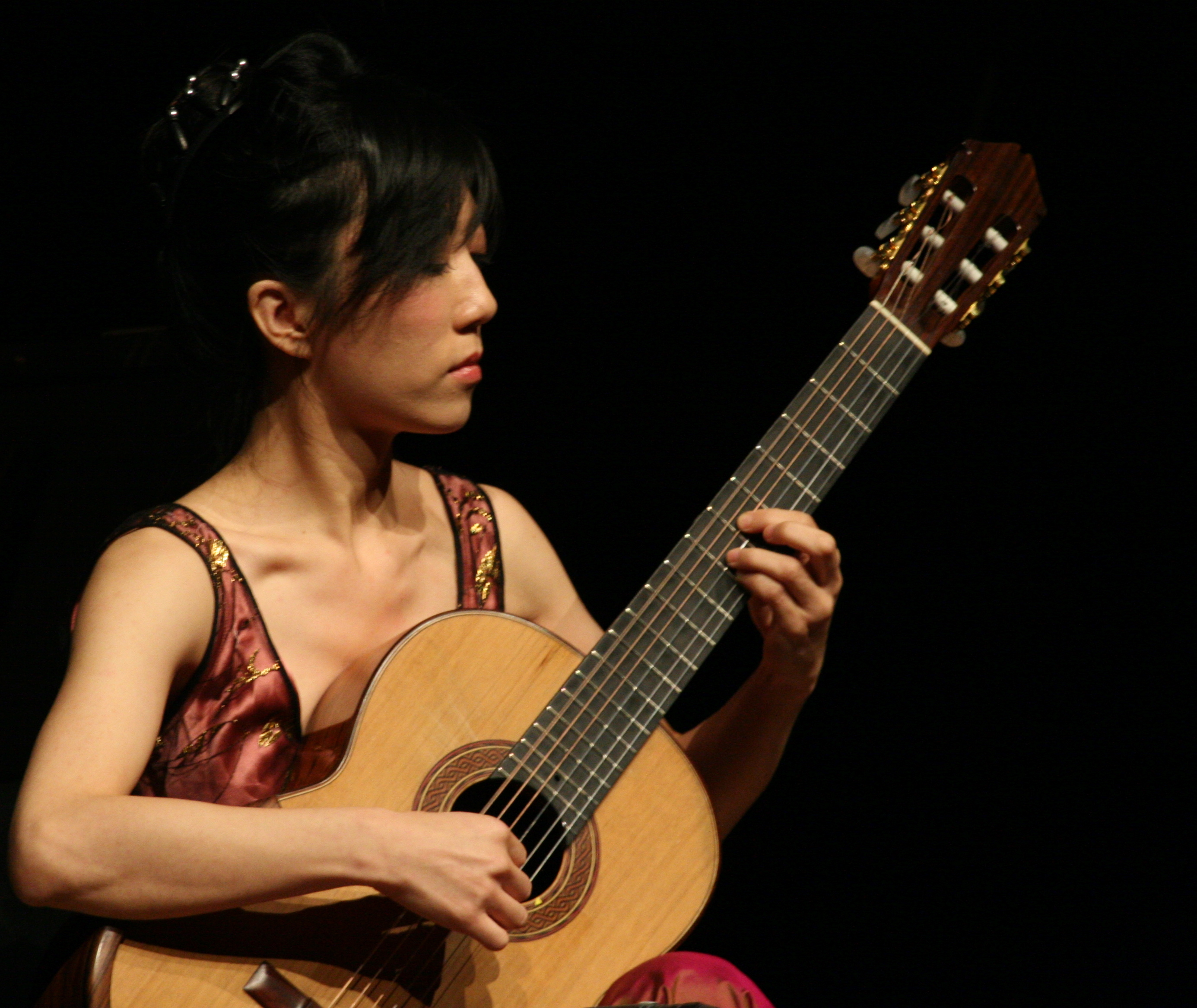
Yang Xuefei

Yang Xuefei (chinesisch 楊雪霏; * 1977 in Peking) ist eine preisgekrönte chinesische klassische Gitarristin.

## Diskografie
- Classical Guitar by Xuefei Yang, 1999 (先恒)
- Si Ji, 2005 (GSP)
- Romance de Amor, 2006 (EMI)
- 40 Degrees North, 2008 (EMI)
- Concierto de Aranjuez, 2010 (EMI)
- J.S.Bach: Concertos & Transcriptions, 2012 (EMI)
- Magna Carta, 2022 (Xuefei Yang)